# La realtà del sogno
La realtà del sogno è una novella scritta da Luigi Pirandello, fa parte della raccolta Novelle per un anno, scritta tra il 1884 e il 1936

## Trama
Questa novella è ambientata nella casa di due coniugi: il marito è un uomo bellissimo, intelligente e aperto alle relazioni sociali, mentre la moglie è schiva ed ha difficoltà ad approcciarsi con le persone a causa dell'educazione severa ricevuta dal padre. Essa raramente si fa vedere dagli amici che vanno a trovarli e il marito è costretto a inventare giustificazioni che a lungo andare hanno allontanato la maggior parte degli amici, tranne due o tre.
L'opera si apre con il marito che elogia la moglie per come si sia dimostrata disinvolta e di spirito durante una conversazione con un amatissimo amico del marito, ma molto odiato da lei. Egli sosteneva come le donne più pudiche fossero in realtà quelle più soggette a tentazioni, e per paura di vederle ovunque tengono gli occhi a terra e arrossiscono di nulla. Alcune sere dopo, coricatasi a letto, la donna sogna di intraprendere una sfida con quell'uomo odiatissimo: ella doveva dimostrargli che non avrebbe arrossito di nulla e che egli poteva fare su di lei qualsiasi cosa, ella non si sarebbe né turbata né scomposta. Inizia così in sogno una prova di tentazioni a cui ella non riesce a resistere e finisce per tradire il marito in sogno. Svegliatasi di soprassalto la moglie sente un moto di repulsione per sé e di odio verso il marito che si ostina a invitare amici a casa. Durante il pomeriggio del giorno dopo tornò l'amico prezioso a fare visita alla coppia. La moglie si oppose con ira furibonda a far entrare l'uomo in casa, ma il marito non le diede ascolto, non volendo perdere soprattutto questo amico. Alla vista dell'uomo la moglie fu preda di una spaventosa crisi di nervi e con un urlo cadde a terra presa dalle convulsioni. Il marito a questo punto congeda l'amico e porta la moglie in camera da letto, dove una volta ripresasi gli racconta di averlo tradito in sogno con l'amico. Quel tradimento era stato goduto fin nei minimi gesti. Ma di chi è la colpa? Alla fine era stato solo un sogno.

## Personaggi
- Marito
- Moglie timida
- Amico del marito

## Edizioni
- Luigi Pirandello, Novelle per un anno, Prefazione di Corrado Alvaro, Mondadori 1956-1987, 2 volumi. 0001690-7
- Luigi Pirandello, Novelle per un anno, a cura di Mario Costanzo, Prefazione di Giovanni Macchia, I Meridiani, 2 volumi, Arnoldo Mondadori, Milano 1987 EAN: 9788804211921
- Luigi Pirandello, Tutte le novelle, a cura di Lucio Lugnani, Classici Moderni BUR, Milano 2007, 3 volumi.
- Luigi Pirandello, Novelle per un anno, a cura di S. Campailla, Newton Compton, Grandi tascabili economici.I mammut, Roma 2011 Isbn 9788854136601
- Luigi Pirandello, Novelle per un anno, a cura di Pietro Gibellini, Giunti, Firenze 1994, voll. 3.